# ポンサクレック・ウォンジョンカム
ポンサクレック・ウォンジョンカム（泰: พงษ์ศักดิ์เล็ก วันจงคำ、英: Pongsaklek Wonjongkam、1977年8月11日 - ）は、タイの元プロボクサー、元ムエタイ選手。タイ王国ナコーンラーチャシーマー県出身。通算2回のWBC世界フライ級王者。多くの世界王者を輩出したウィラット・ワチララタナウォン（英: Wirat Vachirarattanawong）がプロモーター兼会長を務め、ピヤラット・ワチララタナウォン（英: Piyarat Vacirarattanawong）がプロモーターを務めるペッインディー所属。本名はポンサコン・ウォンジョンカム（พงศกร วันจงคำ）。ニックネームは本名の最後の1音節のコンまたはゴン。ポンサクレック・クラティンデーンジムまたはポンサクレック・シンワンチャーとも。
ポンサクレックはWBC世界フライ級王者時代の2006年6月30日、エベラルド・モラレス（メキシコ）に4回TKO勝ちで15度目の防衛に成功したことにより、ミゲル・カント（メキシコ）の持つ世界フライ級王座における連続防衛記録を更新した。第34代王座は17度、第37代王座は4度（暫定王座も含めると6度）の防衛に成功した。また日本のリングにも数多く登場し（浅井、内藤、本田、中沼、小松、中広、清水、升田、亀田、粉川）など錚々たるメンバーを相手に勝利を挙げており、ポンサクレックの世界戦における日本人戦績は14戦11勝1敗2引き分けと抜群の強さを誇りフライ級に長らく日本人キラーとして名を馳せていた。

## 来歴
幼少の頃からムエタイをはじめる。あまり良い戦績は残せなかったが（42戦28勝13敗1分）パンチで勝利した試合が多かったことで、プロモーターの勧めでボクシングへ転向した。
1994年12月21日、ベルナルド・ダバロス（フィリピン）を相手にプロデビュー戦を行い、2回KO勝ちする。
ポンサクレックはそこからデビュー以来7連続KOと快進撃を続けていたが1995年2月22日、ジェリー・パハヤハイに判定負けを喫しプロ入り初黒星となった。パハヤハイはこの時の戦績では24勝18敗1分と勝ち負けを繰り返すボクサーではポンサクレックにとっては、まさかの伏兵相手に敗れるという結果となった。その後、二つのKO勝ちを追加し1996年7月11日、パハヤハイと再戦。ポンサクレックとは逆に2敗を追加した比国人は戦績では25勝20敗2分となっておりタイ国民からは雪辱が期待されたがまさかの5回KO負けとなった。
1997年3月28日、地元タイにてムズキシ・シカリ（南アフリカ）の持つWBU世界ライトフライ級王座に挑戦。初回TKO勝ちを収めて王座の獲得に成功。その後、防衛戦を行わず王座を返上した。
1998年2月27日、地元タイのサムイ島でパハヤハイと三度目の対戦、10回判定勝ちを収めかつての雪辱を果たすとともに三度目の正直を果たした。パハヤハイはその後もリングに上がり続け日本のリングにも9度登場し1勝8敗。デンカオセーン・カオウィチット戦を最後にリングに上がっておらす生涯戦績を38勝(14KO)55敗2分とした。

### 王座獲得
2001年3月2日、地元タイにてWBC世界フライ級王者マルコム・ツニャカオ（フィリピン）に挑戦。3度のダウンを奪った末の初回TKO勝ちを収めて、王座の獲得に成功した。
2001年7月15日、日本の愛知県武道館にて浅井勇登（日本）と対戦し、5回TKO勝ちを収めて初防衛に成功した。尚、この試合がポンサクレックにとって日本のリング初登場となった。
2001年10月26日、地元タイにてアレックス・ババ（ガーナ）と対戦し、8回負傷判定（79-73が2者、79-71）勝ちを収めて2度目の防衛に成功した。
2001年12月6日、地元タイにて後のIBF世界ライトフライ級王者ルイス・アルベルト・ラサルテ（アルゼンチン）と対戦し、2回TKO勝ちを収めて3度目の防衛に成功した。
2002年4月19日、地元タイにて内藤大助（日本）と対戦。開始20秒付近で内藤が奇襲のごとく放った右アッパーに対して左フックのカウンターを合わせてダウンを奪いKO勝ちを収めて、4度目の防衛に成功した。尚、この試合で記録した「初回34秒KO」という結果は2019年4月現在、世界フライ級タイトルマッチにおける史上最短KO記録である。
2002年9月6日、地元タイにてヘスス・マルチネス（メキシコ）と対戦し、3-0（120-107、120-106、119-109）の大差判定勝ちを収めて5度目の防衛に成功した。
2002年11月26日、日本の大阪市中央体育館にて元日本ライトフライ級王者本田秀伸（日本）と対戦し、3-0（119-109、116-112、115-113）の判定勝ちを収めて6度目の防衛に成功した。
2003年6月5日、地元タイにてランディ・マングバット（フィリピン）と対戦し、3-0（119-110、118-109が2者）の大差判定勝ちを収めて7度目の防衛に成功した。
2003年11月14日、地元タイにて23戦無敗のフセイン・フセイン（オーストラリア）と対戦し、3-0（117-111、117-113、116-111）の判定勝ちを収めて8度目の防衛に成功した。
2004年1月3日、日本のパシフィコ横浜にて元日本フライ級王者トラッシュ中沼（日本）と対戦し、3-0（116-112、116-113、115-113）の判定勝ちを収めて9度目の防衛に成功した。
2004年7月15日、地元タイにてルイス・アンヘル・マルチネス（メキシコ）と対戦し、5回TKO勝ちを収めて10度目の防衛に成功した。
2005年1月29日、日本の大阪府立体育会館にて元OPBF東洋太平洋フライ級王者小松則幸（日本）と対戦し、5回TKO勝ちを収めて11度目の防衛に成功した。

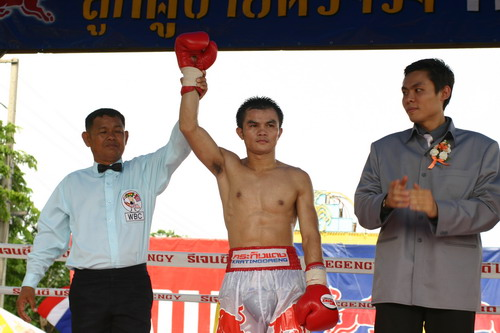
2005年7月のポンサクレック

2005年10月10日、日本の後楽園ホールにて内藤大助（日本）と対戦し、7回負傷判定（3者とも68-64）勝ちを収めて12度目の防衛に成功した。
2006年2月16日、地元タイにて後のWBC世界ライトフライ級王者ヒルベルト・ケブ・バース（メキシコ）と対戦し、3-0（120-109が2者、119-110）の大差判定勝ちを収めて13度目の防衛に成功した。
2006年5月1日、地元タイにて後の日本スーパーフライ級王者中広大悟（日本）と対戦し、3-0（120-107が2者、119-110）の大差判定勝ちを収めて14度目の防衛に成功した。
2006年6月30日、地元タイにてエベラルド・モラレス（メキシコ）と対戦し、3度ダウンを奪い4回ドクターストップによるTKO勝ちを収めて15度目の防衛に成功にした。尚、この勝利によりそれまでミゲル・カント（メキシコ）が保持していた世界フライ級王座における連続防衛記録を27年ぶりに塗り替えた。
2006年11月17日、地元タイにて元IBO世界ライトフライ級王者モネリシ・ムヤケニ（南アフリカ）と対戦し、3-0（119-108、118-110、117-111）の大差判定勝ちを収めて16度目の防衛に成功した。
2007年4月6日、地元タイにて後のWBA世界スーパーフライ級王者清水智信（日本）と対戦し、7回終了清水が鼻を骨折の疑いがあるとして棄権。17度目の防衛に成功した。

### 内藤第3戦
2007年7月18日、日本の後楽園ホールにて過去2度対戦している内藤大助（日本）と対戦。序盤から動きに精彩を欠き、過去2戦とは違って長いリーチを活かし変則的なアウトボクシングをする内藤に有効打とポイントを奪われて苦戦。9回に疲労により動きの落ちた内藤に攻勢をしかけるも同回終盤には押し返され、その後も挑戦者優勢のペースで試合終了のゴング。結果は0-3（113-116が2者、113-115）の判定負けを喫し18度目の防衛に失敗し、約6年4ヶ月に渡って保持してきた王座から陥落するとともに内藤の雪辱を許した。この試合に勝利すれば、10月に19度目の防衛戦を行ったのち12月にタイの王宮でタイのボクサーで連続防衛新記録となる20度目の試合を計画していたがこの敗戦で白紙になった。
2007年10月24日、地元タイにてレイ・ミグレノ（フィリピン）と世界王座陥落後の再起戦を行い、3回TKO勝ちを収めて再起に成功した。
2008年3月8日、日本の両国国技館にて王座奪還を目指し前年7月に王座を奪われた内藤大助（日本）に指名挑戦者として挑戦。4度目の対決となった両者の試合は序盤からハイレベルの技術戦となり、序盤から中盤にかけお互いのパンチが当たらない展開だったが中盤以降にお互いの距離が縮まったこともあり、パンチが当たりだしてヒートアップ。そして一進一退のまま12回を戦い抜き結果は1-1（115-114、113-115、114-114）のドローとなった。規定により王者である内藤の防衛となり、王座奪還はならなかった。その後、ノンタイトル戦を4戦行い4勝（3KO）。

### 暫定ながら王座返り咲き
2009年4月24日、地元タイで行われたWBC世界フライ級暫定王座決定戦に出場。同級2位で後のWBO世界フライ級王者フリオ・セサール・ミランダ（メキシコ）と対戦し、3-0（119-110、118-109、117-111）の大差判定勝ちを収めて王座の獲得に成功するとともに、約1年9ヶ月ぶりに暫定王者としてではあるものの世界王座返り咲きを果たした。この試合は正規王者の内藤がいるにもかかわらず暫定王者が誕生してしまう事態となった。
2009年8月28日、地元タイにて元OPBF東洋太平洋ライトフライ級王者升田貴久（日本）と対戦し、6回TKO勝ちを収めて暫定王座の初防衛に成功した。

### 正規王座奪回
2010年3月27日、日本の有明コロシアムにて前年11月に内藤を破って正規王座を獲得したWBC世界フライ級正規王者亀田興毅（日本）と王座統一戦を行い、2-0（116-112、115-112、114-114）の判定勝ちを収めて2度目の防衛と王座統一に成功し、約2年8ヶ月ぶりの正規王座復帰を果たした。
2010年10月8日、地元タイにて同国人で後のWBC世界スーパーフライ級王者スリヤン・ソー・ルンヴィサイ（タイ）と対戦し、3-0（115-114、115-112、114-113）の僅差判定勝ちを収めて3度目の防衛に成功した。
2011年7月1日、ソンクラー県ハートヤイ郡にて内藤大助の後輩でもある元OPBF東洋太平洋スーパーフライ級王者粉川拓也（日本）と対戦し、3-0（118-110、117-111、116-112）の判定勝ちを収めて4度目の防衛に成功した。
2011年10月21日、ポンサクレックは地元タイにて同級1位の指名挑戦者で元WBC世界ライトフライ級王者エドガル・ソーサ（メキシコ）と対戦し、1階級下のライトフライ級で10度の防衛を果たし2階級制覇を狙う元王者を老獪なテクニックで寄せ付けず、3-0（117-110×2、116-111）の判定勝ちを収めて5度目の防衛に成功した。
2011年12月23日、地元タイにて向井寛史（日本）と対戦し、初回30秒過ぎに両者の頭がぶつかり向井から出血。初回47秒、偶然のバッティングによる負傷判定で規定により引き分けとなり6度目の防衛に成功した。

### 王座陥落
2012年3月2日、地元タイにて同級8位ソニー・ボーイ・ハロ（フィリピン）と対戦。積極的に強打を振るってくる挑戦者に手を焼き、初回に約8年ぶりのダウンを喫すると4回にもダウンを奪われた後は防戦一方となり、6回に更に2度ダウンを奪われたところでレフェリーストップとなり、自身16年ぶりのKO負けを喫するとともに7度目の防衛に失敗し王座から陥落した。王座陥落後、厄落としの意味を込めて短期出家をした。
2012年5月31日、地元タイにて2度目の王座陥落後の再起戦として自身初のスーパーフライ級契約での6回戦を行い、3回KO勝ちを収めた。試合後、スーパーフライ級への転向については明言を避けたものの、後日引き続きフライ級で試合をすることを宣言した。
2012年8月31日、地元タイにて中釜兵武（日本）と空位のWBCインターナショナルフライ級王座を争い、3-0（120-108、118-111、118-110）の大差判定勝ちを収めて王座の獲得に成功した。

### 引退表明から復活
2012年11月1日、ポンサクレックは地元タイにてレイ・ミグレノ（フィリピン）を迎えてWBCインターナショナルフライ級王座の初防衛戦を行う。ノンタイトル戦で過去2度対戦し勝利しているミグレノに対し、初回から優勢に試合を進める。しかし、3回にミグレノの右ストレートを受けてダウンを奪われる。立ち上がったものの連打を浴びせられ、再びダウンしたところでレフェリーストップとなった。8ヶ月ぶりのTKO負けを喫するとともに初防衛に失敗し王座から陥落した。ポンサクレックは試合後、正式に現役引退を表明したが、2013年2月に引退を撤回し、現役復帰した。
2013年4月26日、コーンケン県の中央公会堂にて、コンパヤック・ポープラムックの前座で復帰戦をスーパーフライ級でこの試合でプロデビューを果たしたニムロード・ダニエル(アメリカ)と対戦し、初回1分18秒TKO勝ちで再起を果たした。試合後会見で引退した理由は家庭の事情だったと話した。詳しい内容は話さなかったが100戦で引退することを示唆した。会見後、ポンサクレックはスーパーフライ級に転向した。

### 引退表明
2014年11月WBC総会がタイで開催された。ランキング委員会のヒアリングが行われたがランカーに復帰出来なかった。その後、ポンサクレックはタイのボクシング関係者のゴルフコンペの後に記者を集めた取材で現役引退を表明した。
現在はシンガポールの総合格闘技ジム「Evolve MMA」でトレーナーとして雇われ4000ドルほどの月給を得ているが、ポンサクレックは「ボクシング時代に最も稼いだ試合で約30万ドルのファイトマネーだったが、実際に私が受け取ったのはその内の3万ドルに過ぎなかった」とプロモーターに搾取されていたことを告白している。

### 現役復帰亀田との再戦
2018年4月8日、約5年ぶりの復帰戦としてバンコクのラム・100・タイ・ボクシング・スタジアムにてマノット・コムプットとタイスーパーバンタム級暫定王座決定戦を行い、8回3-0（77-76、78-76×2）の判定勝ちを収め王座を獲得、試合後に亀田興毅と8年振りの再戦を発表した。
2018年5月5日、東京の後楽園ホールにて元世界3階級制覇王者亀田興毅とJBC非公認でスパーリング形式のエキシビジョンマッチを行い（バンタム級6回戦）、公式記録に反映されないが参考ながら2回12秒TKO負けを喫した。

## 戦績
- ムエタイ：42戦28勝13敗1分
- プロボクシング：97戦91勝（47KO）5敗2分

## 獲得タイトル
- WBU世界ライトフライ級王座
- WBC世界フライ級王座（防衛17）
- WBC世界フライ級暫定王座（防衛2=正規王座認定）
- WBC世界フライ級王座（防衛4）
- WBCインターナショナルフライ級王座
- タイスーパーバンタム級暫定王座